# Belval-Lycée
Belval-Lycée (tant en luxemburguès com en francès) és una estació de trens que es troba a Belvaux al sud de Luxemburg. La companyia estatal propietària és Chemins de Fer Luxembourgeois. L'estació és de la línia 60 CFL, que connecta la Ciutat de Luxemburg amb Rodange.

## Servei
Belval-Liceu rep els serveis ferroviaris pels trens de Regional-Express (RE) i Regionalbahn (RB) amb relació a la línia 60 CFL de Ciutat de Luxemburg a Rodange o Athus (Bèlgica).